# Sulcacis bidentulus
Sulcacis bidentulus es una especie de coleóptero de la familia Ciidae.

## Distribución geográfica
Habita en Europa.